# Províncias da Turquia
As províncias da Turquia são chamadas iller em turco, singular il. Somam ao total 81, subdivididas em ilçeler (singular ilçe). As províncias normalmente têm o mesmo nome de suas capitais, exceto Hatay (capital: Antáquia), Kocaeli (capital: İzmit) e Sakarya (capital: Adapazarı).
| Nº | Nome            | Superfície | Habitantes | Densidade | Cidade principal | Habitantes |
| -- | --------------- | ---------- | ---------- | --------- | ---------------- | ---------- |
| 1  | Adana           | 14.256 km² | 1.849.478  | 129,73    | Adana            | 1.130.710  |
| 2  | Adıyaman        | 7.572 km²  | 623.811    | 82,38     | Adıyaman         | 178.538    |
| 3  | Afyon           | 14.532 km² | 812.416    | 55,91     | Afyon            | 128.516    |
| 4  | Are             | 11.315 km² | 528.744    | 46,73     | Are              | 79.764     |
| 5  | Amásia          | 5.731 km²  | 365.231    | 63,73     | Amásia           | 74.393     |
| 6  | Ancara          | 25.615 km² | 4.007.860  | 156,47    | Ancara           | 3.203.362  |
| 7  | Antália         | 20.599 km² | 1.719.751  | 83,49     | Antália          | 603.190    |
| 8  | Artvin          | 7.493 km²  | 191.934    | 25,62     | Artvin           | 23.157     |
| 9  | Aidim           | 7.922 km²  | 950.757    | 120,01    | Aidim            | 142.267    |
| 10 | Balıkesir       | 14.442 km² | 1.076.347  | 74,53     | Balıkesir        | 215.436    |
| 11 | Bilecik         | 4.181 km²  | 194.326    | 46,48     | Bilecik          | 34.105     |
| 12 | Bingöl          | 8.402 km²  | 253.739    | 30,20     | Bingöl           | 68.876     |
| 13 | Bitlisse        | 8.413 km²  | 388.678    | 46,20     | Bitlisse         | 44.923     |
| 14 | Bolu            | 10.716 km² | 270.654    | 25,26     | Bolu             | 84.565     |
| 15 | Burdur          | 7.238 km²  | 256.803    | 35,48     | Burdur           | 63.363     |
| 16 | Bursa           | 11.087 km² | 2.125.140  | 191,68    | Bursa            | 1.194.687  |
| 17 | Çanakkale       | 9.887 km²  | 464.975    | 47,03     | Çanakkale        | 75.810     |
| 18 | Çankiri         | 8.411 km²  | 270.355    | 32,14     | Çankırı          | 62.508     |
| 19 | Çorum           | 12.833 km² | 597.065    | 46,53     | Çorum            | 161.321    |
| 20 | Denizli         | 11.716 km² | 850.029    | 72,55     | Denizli          | 275.480    |
| 21 | Diarbaquir      | 15.162 km² | 1.362.708  | 89,88     | Diarbaquir       | 545.983    |
| 22 | Edirne          | 6.241 km²  | 402.606    | 64,51     | Edirne           | 119.298    |
| 23 | Elaze           | 9.181 km²  | 569.616    | 62,04     | Elaze            | 266.495    |
| 24 | Erzinjane       | 11.974 km² | 316.841    | 26,46     | Erzinjane        | 107.175    |
| 25 | Erzurum         | 24.741 km² | 937.389    | 37,89     | Erzurum          | 361.235    |
| 26 | Esquixequir     | 13.904 km² | 706.009    | 50,78     | Esquixequir      | 482.793    |
| 27 | Gaziantep       | 7.194 km²  | 1.285.249  | 178,66    | Gaziantep        | 853.513    |
| 28 | Giresun         | 7.151 km²  | 523.819    | 73,25     | Giresun          | 83.636     |
| 29 | Gumuscane       | 6.125 km²  | 186.953    | 30,52     | Gumuscane        | 30.270     |
| 30 | Hakkari         | 7.729 km²  | 236.581    | 30,61     | Hakkari          | 58.145     |
| 31 | Hatay           | 5.678 km²  | 1.253.726  | 220,80    | Antáquia         | 144.910    |
| 32 | Isparta         | 8.733 km²  | 513.681    | 58,82     | Isparta          | 148.496    |
| 33 | Mersin          | 15.737 km² | 1.651.400  | 104,94    | Mersin           | 537.842    |
| 34 | Istambul        | 5.170 km²  | 10.018.735 | 1.937,86  | Istambul         | 8.803.468  |
| 35 | Esmirna (İzmir) | 11.811 km² | 3.370.866  | 285,40    | Esmirna          | 2.232.265  |
| 36 | Carse           | 9.594 km²  | 325.016    | 33,88     | Carse            | 78.473     |
| 37 | Castamonu       | 13.473 km² | 375.476    | 27,87     | Castamonu        | 64.606     |
| 38 | Kayseri         | 17.116 km² | 1.060.432  | 61,96     | Kayseri          | 536.392    |
| 39 | Kırklareli      | 6.056 km²  | 328.461    | 54,24     | Kırklareli       | 53.221     |
| 40 | Kirşehir        | 6.434 km²  | 253.239    | 39,36     | Kırşehir         | 88.105     |
| 41 | Cocaeli         | 3.635 km²  | 1.206.085  | 331,80    | İzmit            | 195.699    |
| 42 | Cônia           | 40.824 km² | 2.192.166  | 53,70     | Cônia            | 742.690    |
| 43 | Kütahya         | 12.119 km² | 656.903    | 54,20     | Kütahya          | 166.665    |
| 44 | Malatya         | 12.235 km² | 853.658    | 69,77     | Malatya          | 381.081    |
| 45 | Manisa          | 13.120 km² | 1.260.169  | 96,05     | Manisa           | 214.345    |
| 46 | Kahramanmaraş   | 14.213 km² | 1.002.384  | 70,53     | Kahramanmaraş    | 326.198    |
| 47 | Mardin          | 9.097 km²  | 705.098    | 77,51     | Mardin           | 65.072     |
| 48 | Muğla           | 12.716 km² | 715.328    | 56,25     | Muğla            | 43.845     |
| 49 | Muxe            | 8.023 km²  | 453.654    | 56,54     | Muxe             | 67.927     |
| 50 | Nevşehir        | 5.438 km²  | 309.914    | 56,99     | Nevşehir         | 67.864     |
| 51 | Nide            | 7.318 km²  | 348.081    | 47,57     | Nide             | 78.088     |
| 52 | Ordu            | 5.894 km²  | 887.765    | 150,62    | Ordu             | 112.525    |
| 53 | Rize            | 3.792 km²  | 365.938    | 96,50     | Rize             | 78.144     |
| 54 | Sakarya         | 4.895 km²  | 756.168    | 154,48    | Adapazarı        | 283.752    |
| 55 | Samsun          | 9.474 km²  | 1.209.137  | 127,63    | Samsun           | 363.180    |
| 56 | Siirt           | 5.465 km²  | 263.676    | 48,25     | Siirt            | 98.281     |
| 57 | Sinope          | 5.858 km²  | 225.574    | 38,51     | Sinope           | 30.502     |
| 58 | Sivas           | 28.129 km² | 755.091    | 26,84     | Sivas            | 251.776    |
| 59 | Tekirdağ        | 6.345 km²  | 623.591    | 98,28     | Tekirdağ         | 107.191    |
| 60 | Tocate          | 9.912 km²  | 828.027    | 83,54     | Tocate           | 113.100    |
| 61 | Trebizonda      | 4.495 km²  | 975.137    | 216,94    | Trebizonda       | 214.949    |
| 62 | Tunceli         | 7.406 km²  | 93.584     | 12,64     | Tunceli          | 25.041     |
| 63 | Sanli Urfa      | 19.091 km² | 1.443.422  | 75,61     | Urfa             | 385.588    |
| 64 | Uşak            | 5.174 km²  | 322.313    | 62,29     | Uşak             | 137.001    |
| 65 | Vã              | 20.927 km² | 877.524    | 41,93     | Vã               | 284.464    |
| 66 | Yozgat          | 14.083 km² | 682.919    | 48,49     | Yozgat           | 73.930     |
| 67 | Zonguldak       | 3.470 km²  | 615.599    | 177,41    | Zonguldak        | 104.276    |
| 68 | Aksaray         | 8.051 km²  | 396.084    | 49,20     | Aksaray          | 129.949    |
| 69 | Bayburt         | 4.043 km²  | 97.358     | 24,08     | Bayburt          | 32.285     |
| 70 | Caramânia       | 8.816 km²  | 243.210    | 27,59     | Caramânia        | 105.384    |
| 71 | Kırıkkale       | 4.589 km²  | 383.508    | 83,57     | Kırıkkale        | 205.078    |
| 72 | Batman          | 4.671 km²  | 456.734    | 97,78     | Batman           | 246.678    |
| 73 | Şirnak          | 7.296 km²  | 353.197    | 48,41     | Şırnak           | 52.743     |
| 74 | Bartın          | 1.960 km²  | 184.178    | 93,97     | Bartın           | 35.992     |
| 75 | Ardacane        | 5.495 km²  | 133.756    | 24,34     | Ardacane         | 17.274     |
| 76 | Eder            | 3.584 km²  | 168.634    | 47,05     | Eder             | 59.880     |
| 77 | Yalova          | 403 km²    | 168.593    | 418,34    | Yalova           | 70.118     |
| 78 | Karabük         | 2.864 km²  | 225.102    | 78,60     | Karabük          | 100.749    |
| 79 | Kilis           | 1.239 km²  | 114.724    | 92,59     | Kilis            | 70.670     |
| 80 | Osmaniye        | 3.189 km²  | 458.782    | 143,86    | Osmaniye         | 173.977    |
| 81 | Düzce           | 1.065 km²  | 314.266    | 295,09    | Düzce            | 56.649     |

- Os dados de população são relativos ao censo do ano 2000.[1]
- A ordem não é alfabética, mas em base nos números atribuídos às províncias nas placas de veículos.

## Províncias extintas
- Baiazete, agora parte da Are (província).
- Çatalca, agora parte da Istambul (província).
- Elaze Madeni, agora parte da Elaze (província).
- Gelibolu, agora parte da Çanakkale (província).
- Genç, agora parte da Bingöl (província).
- Kozan, agora parte da Adana (província).
- Şebinkarahisar, agora parte da Giresun (província).
- Siverek, agora parte da Şanlıurfa (província).
- Silifke, agora parte da Mersin (província).